# Chabuata satellitioides
Chabuata satellitioides är en fjärilsart som beskrevs av Achille Guenée 1852. Chabuata satellitioides ingår i släktet Chabuata och familjen nattflyn. Inga underarter finns listade i Catalogue of Life.